# Kasim Nuhu
Kasim Nuhu (Accra, 1995. június 22. –) ghánai válogatott labdarúgó, a svájci Basel hátvédje kölcsönben a német Hoffenheim csapatától.

## Pályafutása

### Klubcsapatokban
Nuhu Ghána fővárosában, Accrában született. Az ifjúsági pályafutását a Medeama csapatában kezdte, majd a spanyol Leganés akadémiájánál folytatta.
2014-ben mutatkozott be a Mallorca első osztályban szereplő felnőtt keretében. A 2016–17-es szezonban a svájci Young Boysnál szerepelt kölcsönben. A lehetőséggel élve, 2017-ben a svájci klubhoz igazolt. 2018. július 25-én szerződést kötött a német első osztályban érdekelt Hoffenheim együttesével. 2018. augusztus 24-én, a Bayern München ellen 3–1-re elvesztett bajnokin debütált. 2019 és 2020 között a Fortuna Düsseldorf, majd 2022 és 2023 között a svájci Basel csapatát erősítette kölcsönben. A Baselnél először a 2022. július 24-ei, Servette ellen 1–1-es döntetlennel zárult mérkőzésen lépett pályára. Első gólját 2023. április 30-án, a Winterthur ellen idegenben 4–1-re megnyert találkozón szerezte meg.

### A válogatottban
Nuhu 2017-ben debütált a ghánai válogatottban. Először a 2017. november 12-ei, Egyiptom ellen 1–1-es döntetlennel zárult mérkőzésen lépett pályára. Első válogatott gólját 2018. június 7-én, Izland ellen 2–2-es döntetlennel végződő barátságos mérkőzésen szerezte meg.

## Statisztika
2023. április 30. szerint.
| Klub                            | Szezon   | Bajnokság          | Bajnokság | Bajnokság | Kupa  | Kupa  | Nemzetközi | Nemzetközi | Összesen | Összesen |
| Klub                            | Szezon   | Bajnokság          | Mérk.     | Gólok     | Mérk. | Gólok | Mérk.      | Gólok      | Mérk.    | Gólok    |
| ------------------------------- | -------- | ------------------ | --------- | --------- | ----- | ----- | ---------- | ---------- | -------- | -------- |
| Mallorca                        | 2014–15  | Segunda División   | 20        | 2         | 0     | 0     | —          | —          | 20       | 2        |
| Mallorca                        | 2015–16  | Segunda División   | 6         | 0         | 0     | 0     | —          | —          | 6        | 0        |
| Mallorca                        | Összesen | Összesen           | 26        | 2         | 0     | 0     | 0          | 0          | 26       | 2        |
| Young Boys (kölcsönben)         | 2016–17  | Swiss Super League | 18        | 0         | 2     | 0     | 4          | 0          | 24       | 0        |
| Young Boys                      | 2017–18  | Swiss Super League | 32        | 2         | 5     | 1     | 8          | 0          | 45       | 3        |
| Young Boys                      | Összesen | Összesen           | 50        | 2         | 7     | 1     | 12         | 0          | 69       | 3        |
| Hoffenheim                      | 2018–19  | Bundesliga         | 13        | 0         | 1     | 0     | 2          | 0          | 16       | 0        |
| Hoffenheim                      | 2020–21  | Bundesliga         | 12        | 0         | 2     | 0     | 4          | 0          | 18       | 0        |
| Hoffenheim                      | 2021–22  | Bundesliga         | 3         | 0         | 0     | 0     | —          | —          | 3        | 0        |
| Hoffenheim                      | Összesen | Összesen           | 28        | 0         | 3     | 0     | 6          | 0          | 37       | 0        |
| Fortuna Düsseldorf (kölcsönben) | 2019–20  | Bundesliga         | 13        | 1         | 2     | 1     | —          | —          | 15       | 2        |
| Basel (kölcsönben)              | 2022–23  | Swiss Super League | 26        | 1         | 3     | 1     | 13         | 1          | 42       | 3        |
| Összesen                        | Összesen | Összesen           | 143       | 6         | 15    | 3     | 31         | 1          | 189      | 10       |

### A válogatottban
| Válogatott | Év       | Pályára lépés | Gól |
| ---------- | -------- | ------------- | --- |
| Ghána      | 2017     | 1             | 0   |
| Ghána      | 2018     | 3             | 1   |
| Ghána      | 2019     | 7             | 0   |
| Ghána      | 2020     | 1             | 0   |
| Összesen   | Összesen | 12            | 1   |

#### Góljai a válogatottban
| # | Időpont         | Helyszín                            | Ellenfél | Gólok | Eredmény | Kiírás              |
| - | --------------- | ----------------------------------- | -------- | ----- | -------- | ------------------- |
| 1 | 2018. június 7. | Laugardalsvöllur, Reykjavík, Izland | Izland   | 1–2   | 2–2      | Barátságos mérkőzés |

## Sikerei, díjai
Young Boys
- Swiss Super League
  - Bajnok (1): 2017–18

- Svájci Kupa
  - Döntős (1): 2017–18